# 迥龙桥
迥龙桥，又称回龙桥、飞盖桥、沈公桥，位于中国福建省福州市马尾区亭江镇闽安村，为一个省级文物保护单位，类型为古建筑及历史纪念建筑物，为第三批福建省文物保护单位，公布时间为1991年4月17日。
迥龙桥的历史年代为唐～宋。